# Molde FK
O Molde Fotballklubb, é um clube profissional de futebol sediado em Molde, Noruega, e compete na Eliteserien, a principal competição do futebol norueguês. Fundado em 19 de junho de 1911, o clube foi originalmente chamado de International, mudando o nome para Molde em 1915. O clube é pentacampeão nacional (2011, 2012, 2014, 2019 e 2022) e da Copa da Noruega (1994, 2005, 2013 e 2014), e foi vice-campeão da liga em nove oportunidades. O Molde é um dos dois clubes noruegueses que já se classificaram para Liga dos Campeões.
A "casa" do clube é o Aker Stadion, com capacidade para 11.249 jogadores. O estádio foi inaugurado em 1998 e foi um presente dos empresários locais Kjell Inge Røkke e Bjørn Rune Gjelsten. O clube era anteriormente sediado no Molde Idrettspark, que abrigava o número de 14.615 torcedores. O principal grupo de torcedores tem como nome Tornekrattet ("Arvoredo de Espinhos", por conta do apelido do Molde ser "A cidade das rosas") e foi fundado após a vitória final na Copa da Noruega em 1994. O maior rival do Molde é o Rosenborg.
Até o início da década de 1970, o clube jogava principalmente nas pequenas ligas locais, exceto por uma breve visita ao Hovedserien na temporada 1957-58. Em 1974, o Molde voltou à primeira divisão e terminou em segundo no campeonato, e desde então se tornou um dos principais clubes da Noruega e, geralmente, permaneceu na divisão principal. O Molde também terminou em segundo no campeonato em 1987, quando o clube perdeu o campeonato para Moss no jogo decisivo da temporada.
Durante a década de 1990 e começo da década de 2000, o Molde foi o segundo melhor clube da Noruega (atrás 13 vezes do Rosenborg), com vice-campeonato nacional em 1995, 1998, 1999 e 2002, e títulos da copa em 1994 e 2005, além de uma participação na Liga dos Campeões de 1999-00, quando na fase de grupos jogou contra Real Madrid, Porto e Olympiacos.
Desde 2017, o clube conta com aproximadamente 1.000 associados e cerca de 55 equipes em três departamentos. Erling Moe é oficialmente técnico do clube desde 29 de abril de 2019, quando assinou contrato até o fim de 2020, pois antes era interino desde que Ole Gunnar Solskjær foi para o Manchester United.
O Clube Norueguês também é lembrado por ser onde Erling Haaland começou a se destacar no mundo do futebol e,após isso ser contratado pelo FC Red Bull Salzburg

## Elenco atual
Atualizado em 31 de março de 2025.

## Títulos
| Nacionais | Nacionais            | Nacionais | Nacionais                          |
|           | Competição           | Títulos   | Temporadas                         |
| --------- | -------------------- | --------- | ---------------------------------- |
|           | Campeonato Norueguês | 5         | 2011, 2012, 2014, 2019, 2022       |
|           | Copa da Noruega      | 6         | 1994, 2005, 2013, 2014, 2022, 2023 |

## Uniformes

### 1º Uniforme
| 2019 | 2018 | 2017 | 2016 | 2015 | 2014 | 2011 |

### 2º Uniforme
| 2019 | 2018 | 2017 | 2016 | 2015 | 2014 | 2011 |

### 3º Uniforme
| 2019 | 2018 | 2017 | 2016 | 2015 |